# Seconde guerre civile entre Marius et Sylla
Pour la première guerre, voir Première guerre civile entre Marius et Sylla.
 (mars 2024).
La seconde guerre civile romaine entre Marius et Sylla ou deuxième guerre civile de la République romaine est un conflit politique et militaire qui se tient au cours des années 83 - 82 av. J.-C. à Rome et en Italie. Il oppose d'une part les partisans de la faction des populares, menés par Cinna, Carbon, Sertorius et Caius Marius « le jeune » et d'autre part le clan des optimates, mené par Sylla, entouré de Crassus, Quintus Caecilius Metellus Pius, et Pompée. Cette guerre a pour objet principal la vengeance de Sylla à son retour d'Orient : il cherche à chasser les marianistes ayant pris le contrôle de la capitale depuis 87 av. J.-C. et y faisant régner un climat de terreur par le biais de proscriptions et d'assassinats ciblés. L'enjeu de ce conflit est le contrôle de la République romaine, qui tombe de facto entre les mains de Sylla, victorieux en 82 av. J.-C. après la bataille de Sacriport et la bataille de la Porte Colline.

## Lespopularesmaîtres de Rome depuis 87 av. J.-C.

### La terreur marianiste
La première guerre civile entre Marius et Sylla s'était terminée par la marche de Sylla sur Rome et la fuite de Marius en Afrique, y ralliant ses vétérans installés dans la province après la défaite de Jugurtha. Sylla, contesté dans son commandement de la guerre contre Mithridate, avait alors marché sur Rome, proscrit ses ennemis, et était ensuite parti mener sa guerre en Orient. Il cherche notamment à repousser au nord de l'Anatolie le roi du Pont qui occupe la province d'Asie et qui avait fait massacrer tous les citoyens romains en 88 av. J.-C. au cours de l'épisode des vêpres éphésiennes.
Dès le départ de Sylla début 87 av. J.-C., les populares ayant échappé aux purges syllaniennes tentent de reprendre le pouvoir : le consul Lucius Cornelius Cinna, soutenu par l'ordre équestre, propose de faire rappeler Marius de son exil. Mais il se heurte au refus du Sénat et de son collègue Cnaeus Octavius qui proclame sa destitution.
Cinna fuit alors en Campanie où il rallie les troupes laissées par Sylla et lève une nouvelle armée parmi les vétérans italiques de la Guerre sociale, notamment dans le Samnium. Il va jusqu'à recruter des esclaves, leur promettant la liberté en cas de victoire. Caius Marius le rejoint à la tête d'une forte armée adjointe d'une cavalerie maure, accompagné de Cnaeus Papirius Carbo et de Sertorius. Leurs armées marchent alors sur Rome, assiègent la ville et la prennent au prix de sanglants combats de rue.
Le Sénat capitule devant Marius qui se débarrasse des partisans de Sylla restés à Rome par des proscriptions sans même se soucier de leur donner un cadre légal, comme l'avait fait Sylla à la fin de la première guerre civile. Les principaux membres de l’aristocratie sénatoriale sont mis à mort et leurs biens confisqués, saisis et distribués entre chefs marianistes. La ville subit les exactions des soldats italiques qui se vengent de la Guerre sociale. La violence est telle que Marius doit engager des mercenaires gaulois pour maîtriser ses propres troupes.

### La domination de Cinna
Marius s'autoproclame consul avec Cinna pour l'année 86 av. J.-C. Mais il meurt treize jours après son entrée en charge, le 13 janvier 86 av. J.-C., dans un état de santé physique et mentale sans doute déplorable. Marius laisse derrière lui un fils adoptif, Caius Marius « le jeune », qui reprend le flambeau paternel et se hisse rapidement au sommet du parti marianiste.
Cinna et ses partisans accaparent alors le pouvoir pendant quatre ans, jusqu'au retour de Sylla d'Orient, se distribuant les consulats en dépit de toutes les lois traditionnelles de la République romaine. Il est ainsi consul avec pour collègue Cnaeus Papirius Carbo à ses côtés en 85 av. J.-C. et de nouveau 84 av. J.-C. Il dirige alors une coalition qui rassemble autour de lui non seulement les populares (marianistes et chevaliers) mais aussi les « nouveaux Romains », c'est-à-dire les alliés italiques auxquels on a promis la citoyenneté à la fin de la Guerre Sociale et qui réclament d'être inscrits de manière équitable dans les 35 tribus de la cité, lors d'un recensement en bonne et due forme. En 83 av. J.-C. à Rome, les consuls de l'année 83 incarnent une tentative de restauration de la concordia : Caius Norbanus, homo novus, devient consul avec le modéré Lucius Cornelius Scipio Asiaticus Asiagenus, aristocrate d'illustre origine.
À force de violence et de maigres symboles, le calme est progressivement rétabli à Rome. Mais les populares savent qu'ils n'ont que peu de temps avant le retour de Sylla, et prennent peu de mesures d'intérêt général hormis un assainissement des finances (mesure sans doute inspirée par les chevaliers majoritaires au sein de la faction marianiste).
Cinna procède aux préparatifs de la guerre contre Sylla qui s'annonce : ce dernier a en effet signé un traité avec Mithridate en 85, la paix de Dardanos, par laquelle il s'est procuré une puissante flotte de 1600 navires. Mais la mobilisation des troupes en Italie n’est pas facile pour les marianistes, car Sylla est resté particulièrement populaire et une partie des citoyens mobilisés se refusent à la guerre civile. Cinna est tué au cours d'une émeute de soldats provoquée par la brutalité de ses licteurs. Le Sénat somme alors Carbon d’organiser l’élection d’un consul remplaçant, mais des augures défavorables font reporter l’élection, circonstance qui permet à Carbo de rester consul unique pendant un temps, ce qui est tout autant inédit qu'illégal. Il finit par désigner Marius le Jeune pour officier à ses côtés, alors même qu'il n'a ni l'âge, ni la carrière pour pouvoir détenir le consulat.

## Le retour de Sylla en Italie

### Le débarquement de Sylla
Apprenant le retour au pouvoir des populares, Sylla avait accéléré sa guerre en Orient contre Mithridate VI. Il remporte la victoire ce qui lui permet de signer la paix de Dardanos en 85 av. J.-C. qui entérine un retour au statu quo. Malgré cette victoire amputée faute de temps, Sylla rentre en Italie chargé de gloire et d'argent. Au printemps 83 av. J.-C. il traverse la mer Adriatique avec une flotte de 1600 navires, depuis Dyrrhachium. Après s'être assuré de la fidélité de la cité côtière par nombre d'émissaires, il débarque en Italie à Brindes, sans aucune résistance. Il a sous ses ordres cinq légions, 6 000 cavaliers et des troupes auxiliaires, pour un total d'environ 40 000 hommes. Il est rapidement rejoint par plusieurs jeunes généraux du parti optimates : Quintus Caecilius Metellus Pius qui s'était retiré en Afrique après l'échec des négociations avec Cinna. Il avait d'ailleurs fini par se faire expulser de la région par Caius Fabius Hadrianus, proconsul marianiste de la province ; il est aussi rejoint par Crassus, le seul rescapé de sa famille massacrée par les marianistes : il s'était quant à lui réfugié en Espagne en attendant des jours meilleurs. Il est enfin rejoint par Pompée qui, alors âgé de 23 ans, a levé une légion dans sa région natale du Picénum. Sylla multiplie les signes de pacifisme et prétend chercher l'apaisement : disposant de bien moins d'hommes que les marianistes, il ne se lance dans aucune action militaire en Apulie et en Calabre, traversant la région sans heurts. Arrivé aux confins de la Daunie, il sépare alors son armée en deux : Pompée qui a pour charge de lever d'autres légions dans le Picénum, est envoyé au nord, pour déloger les marianistes qui tiennent la Gaule cisalpine. Sylla, quant à lui, remonte vers la côte tyrrhénienne à travers la Campanie en souhaitant cheminer vers Rome, d'abord en compagnie de Quintus Caecilius Metellus Pius, le plus influent des optimates.

### La lente reprise de l'Italie centrale
Il est difficile de connaître exactement les conditions dans lesquelles Sylla réussit à faire route, et la résistance rencontrée. On sait cependant qu'il mène plusieurs combats, dont certains d'ampleur.

#### La bataille de Capoue
Il rencontre d'abord une armée marianiste près de Capoue. Caius Norbanus était en effet parti de Rome avec une armée levée à la hâte, afin d'affronter Sylla dans le sud de l'Italie ou de l'y fixer le plus longtemps possible. Des émissaires de Sylla venus négocier sont malmenés dans le camp de Norbanus, qui engage la bataille sur les pentes du mont Tifata, près de Casilinum. Ses troupes levées à la hâte dans la plèbe urbaine n'ont hélas pas la combativité des vétérans de Sylla et Norbanus est dépourvu d'expérience militaire : il est battu, perdant 7 000 tués et 6 000 prisonniers et après une courte entrevue entre les deux hommes à Teanum Sidicinum, il se réfugie pendant plusieurs mois derrière les remparts de Capoue que Sylla décide de ne pas assiéger. L'année suivante en 82 av. J.-C., Norbanus est à nouveau vaincu, cette fois dans le nord par Quintus Cacilius Metellus Pius, à Faventia en Gaule cisalpine et se replie sur Ariminum avec seulement un millier de rescapés. Trahi par son lieutenant qui assassine tout son état-major, abandonné par ses troupes, il s'enfuit en bateau pour Rhodes, espérant trouver des protections en Orient où il avait été questeur. Il finit par se suicider sur l'agora de la cité.

#### Hivernage en Campanie
Après sa victoire près de Capoue, Sylla multiplie les actions de communication politique auprès des peuples italiens, cherchant à en rallier le maximum à sa cause, affirmant vouloir préserver l'Italie des ravages de la guerre. Il peut alors compter assez sûrement sur la Calabre, l'Apulie, et le Picénum, mais les populations du Samnium lui sont farouchement opposées. 
Les syllaniens l'emportent ainsi coup sur coup au nord sur des adversaires médiocres, qui perdent rapidement leurs armées, se ralliant même pour certaines aux syllaniens. En effet, les chefs des populares, s'ils ne sont pas dénués d'un certain courage, sont globalement de piètres généraux, à l'exception de Sertorius. De plus, ils ne peuvent guère recruter d'hommes de valeur car la population de la péninsule ne s'est pas encore remise de la Guerre sociale, terminée cinq ans plus tôt. Enfin, Carbo n'arrive pas à se concilier les Italiques, malgré ses tentatives pour faire inscrire les nouveaux citoyens romains dans les 35 tribus romaines afin de solder la promesse faite à la fin de la guerre sociale. Au cours de l'été et de l'automne 83 l'hiver, Pompée, qui avait entre-temps réussi à lever dans le Picénum une forte armée à titre privé et à ses propres frais, en puisant dans les réseaux clientélaires de son père, Cnaeus Pompeius Strabo, vainqueur de la Guerre sociale, poursuit sa marche. Il prend Auximum (actuelle Osimo), fait route au sud et rencontre Sylla. Les deux hommes se saluent mutuellement du titre d'imperator, l'un pour reconnaître la légalité du pouvoir de son aîné, l'autre pour souligner la nature pratique du pouvoir du jeune homme, qui fait ensuite route vers Ariminum, où Carbo s'est installé. Les deux camps passent ensuite un rude hiver dans leurs cantonnements militaires respectifs et attendent les beaux jours du printemps pour reprendre leurs manœuvres, dont le but est simple : Sylla cherche à prendre Rome, Carbon et Marius cherchent à l'en empêcher.

#### Remontée vers Rome
Au printemps venu, Sylla poursuit sa route au nord. Il emprunte la via Latina pendant que son légat, Cnaeus Cornélius Dolabella, suit le tracé de l'Appia Vetus. Sylla assiège Setia, l'actuelle Sezze, aux bords des marais pontins, à quelques dizaines de kilomètres au sud de Rome. Marius le Jeune fait donc marche pour essayer de briser le siège avant que la ville ne tombe. Il échoue et se replie vers le nord, à Signia, l'actuelle Segni, avec 87 cohortes, soit environ 43 000 hommes.

### La deuxième marche sur Rome

#### La fin de Marius le Jeune
En avril 82 av. J.-C., Sylla rencontre sur le champ de bataille le fils de Marius, à la bataille de Sacriport. C'est une victoire éclatante pour le général optimates : Marius perd 28 000 hommes, il se replie et s'enferme dans Préneste, assiégée par Quintus Lucretius Ofella, et ne peut plus rien faire pour mener la guerre et rallier des troupes en son nom. Il se suicide dans la cité en novembre de la même année, et sa tête est envoyée à Sylla. Depuis Préneste, Marius le Jeune a cependant le temps d'envoyer des messagers à Rome : par le truchement de Lucius Junius Brutus Damasippus, alors préteur urbain, il fait assassiner plusieurs sénateurs soupçonnés d'être favorables à Sylla, dont Quintus Mucius Scaevola, alors pontifex maximus, égorgé dans le temple de Vesta, Cnaeus Papirius Carbo Aruina, cousin du consul Carbon, Caius Antistius, le beau-père de Pompée, et Lucius Domitius Ahenobarbus, dont les corps sont traînés au bout d'un croc et jetés dans le Tibre. Sylla arrive trop tard à Rome pour empêcher le massacre. Il fait cependant une brève entrée dans la ville pour confisquer les biens de Marius et vendre ceux de ses adversaires pour renflouer sa caisse de guerre - Marius est en effet alors enfermé à Préneste avec le contenu des coffres de Rome qu'il a pris soin d'embarquer avant la guerre. Il quitte la ville en la laissant sous bonne garde et fait route vers l'Etrurie. 

#### Encerclement des marianistes en Etrurie
Le leader des optimates poursuit sa marche vers le nord et cherche à sécuriser sa prise de position sur Rome en délogeant les leaders populares de leurs places fortes respectives. Il envoie Pompée et Crassus le long de la Via Flaminia pour quadriller l'Ombrie et lance Metellus le long de l'Adriatique. Sylla, après deux combats incertains, près de la rivière Clanis et près d'un lieu appelé Saturnia, le long de la Via Cassia, affronte ensuite directement Cnaeus Papirius Carbo autour de Clusium, qui devient le camp de base principal de ce dernier. La bataille est - selon les sources antiques, Appien et Plutarque notamment - d'issue incertaine. Dans le même temps, Pompée et Crassus rencontrent Caius Carrinas (le père de Caius Carrinas) à Spoleto, écrasant celui-ci. Pompée décide par la suite d'assiéger Carbo et Norbanus enfermés dans Clusium. Les deux chefs marianistes réussissent à briser le siège et mènent leur fort contingent, renforcé par de nombreux guerriers lucaniens et samnites désireux de prendre leur revanche sur Sylla, vers Rome. Ils campent dans la région des Monts Albains, dans le but de longer le Tibre et de reprendre Rome.

#### La bataille de la Porte Colline
À la fin de 82 av. J.-C., pressé par le danger que représente la force menée par les alliés de Carbon - qui lui s'est enfui vers le sud de l'Italie - Sylla, Crassus et Quintus Pompeius Rufus font rapidement route vers Rome où ils dépêchent une garnison chargée de camper à l'extérieur des murs pour ne pas livrer de combat dans l'enceinte de la ville. Rapidement, l'armée marianiste, fortement grossie par les troupes italiques et de nombreux chefs samnites et lucaniens, se présente autour de Rome et lance un assaut dans la nuit du 30 au 31 octobre. Sylla, contraint un temps de battre en retraite face au surnombre de ses ennemis réussit à renverser la situation grâce à Crassus et à écraser ses adversaires lors de la sanglante bataille de la Porte Colline. Les généraux samnites Télésinus et Albinus sont tués dans leur camp, tandis que Lucius Brutus Damasippus, Lamponius (un chef lucanien), Caius Marcius Censorinus et Caius Carrinas prennent la fuite et abandonnent la bataille. Sylla est victorieux et célèbre sa victoire dans le temple de Bellone, à l'extérieur du pomérium, pour respecter la tradition consistant à ne point entrer dans la ville en armes revêtu des insignes consulaires. Il lui reste à éliminer les derniers foyers de résistance : Étrurie et Samnium d'une part, Sicile et Afrique d'autre part où le jeune Pompée mène une double campagne éclatante, capturant d'abord Carbon et le faisant décapiter sur l'île de Pantelleria, puis contre Sertorius qui s'enfuit quant à lui en Hispanie où il poursuit la résistance jusqu'à sa défaite finale contre Pompée et Metellus en 72 av. J.-C.

## Bilan de la guerre

### Sylla,imperatorrétabli dans ses droits
La guerre a été particulièrement meurtrière, avec près de 50 000 morts rien qu'à la bataille de la Porte Colline. La République est exsangue et les Romains sont, d’après les dires des sources, dans un état d'épuisement politique considérable. Après sa victoire, Sylla convoque dans les premiers jours de novembre le sénat dans le temple de Bellone, à l'extérieur de l'enceinte sacrée de Rome, pour faire ratifier les actes de sa victoire en Orient et faire annuler les décrets et édits pris illégalement par les marianistes en son absence. Ce faisant, il fait appliquer et respecter, pour la première fois depuis plusieurs années, les lois et traditions qui veulent qu'un consul revêtu de l'imperium militaire ne pénètre pas dans la ville en armes. Grâce au retour des nombreux chevaliers et sénateurs conservateurs chassés de Rome par les marianistes, Sylla dispose d'un appui certain au sein des familles qui ont souffert des exactions commises sous le gouvernement des populares. 

### Les proscriptions
Pour s'assurer du soutien de ces frères, pères, cousins et neveux de victimes des marianistes, Sylla demande au Sénat de voter la mort pour les coupables, dont les noms figurent sur des listes qu'il a d'ores et déjà préparées. Le débat s'ouvre alors entre syllaniens décidés d'une part, modérés, désireux d'apaiser la situation, et familles des marianistes désormais exilés ou prisonniers d'autre part. Dans le même temps, pour impressionner ceux qui au sénat sont frileux à l'idée de recourir à la proscription, Sylla fait exécuter, dans la Villa Publica, les milliers de combattants samnites faits prisonniers au pied des remparts de Rome. La manœuvre politique échoue et Sylla est contraint d'en recourir à l'opinion populaire : il prononce le 4 novembre un discours devant le peuple et fait afficher directement les noms des coupables, déclarés ennemis publics. La mesure comporte les dispositions suivantes : ceux qui seraient coupables d'avoir accueilli, caché un proscrit ou de lui avoir facilité la fuite s'exposeraient au même châtiment que lui ; par ailleurs, une récompense de 12 000 deniers (48 000 sesterces), payable par le questeur, sur les fonds publics, était promise à tous ceux qui rapporteraient la tête d'un proscrit ; une récompense était prévue pour quiconque faciliterait la capture de l'un d'entre eux. 
Les premiers noms de la liste sont ceux des deux consuls de l'année, Cneius Papirius Carbo (en fuite vers l'Afrique) et Marius le Jeune (retranché à Préneste), suivis par ceux de l'année précédente, Lucius Cornélius Scipio et Caius Norbanus. Viennent ensuite, dans l'ordre hiérarchique des charges qu'ils avaient exercées, Lucius Iunius Brutus Damasippus qui avait fait égorger nombre des potentiels soutiens de Sylla après la bataille de Sacriport, Marcus Marius Gratidianus, Marcus Perperna Veiento, Caius Carrinas, qui commandait l'aile droite des marianistes à la bataille de la porte Colline, et d'autres chefs de guerre, dont Caius Marcius Censorinus (qui avait fait décapiter Octavianus, le consul syllanien de 87 av. J.-C.). Caius Carrinas et Marcius Censorinus avaient été capturés au lendemain de la bataille et furent amenés devant Sylla : il les fit décapiter sur le champ à la hache et ordonna que l'on porte leur tête au bout d'une pique sous les murailles de Préneste pour informer Marius le Jeune de son destin futur. Sur la liste des proscrits figurent aussi les noms de quelques magistrats et promagistrats tels que le tribun de la plèbe Quintus Valerius Soranus, Sertorius, Cnaeus Domitius Ahenobarbus (qui tient l'Afrique pour les marianistes), Marcus Junius Brutus (le père de l'assassin de César), ainsi que les enfants des meneurs marianistes, Lucius Cornélius Cinna, Caius Norbanus, Lucius Cornélius Scipio, fils respectifs de leurs homonymes. L'épuration porte en tout sur plus d'une centaine d'hommes de haut rang, chevaliers et sénateurs, à travers toute l'Italie. Certains auteurs antiques témoignent de cette période extrêmement violente ayant par la suite alimenté la légende noire sur cette pratique de la proscription ; d'autres, d'une certaine façon pragmatiques comme Salluste, estiment que c'est finalement par le droit de la guerre que le leader optimates avait obtenu le droit de se venger ainsi, et que son choix avait au moins le mérite de circonscrire aux meneurs une punition qui aurait pu dans le cas contraire virer au massacre indifférencié à travers toute l'Italie. Aussi, il faut noter que Sylla sut faire revenir à ses côtés d'anciens marianistes et qu'il leur laissa mener une carrière politique ordinaire à la suite de la guerre, à l'instar de Lucius Marcius Philippus, Publius Cornelius Cethegus, Publius Albinovanus, etc. 
Les exécutions prirent pour l'essentiel d'entre elles la forme de la légalité : aucun des 36 premiers proscrits capturés dans les premiers jours ne fut tué sur place, tous furent en fait amenés devant Sylla sur le champ de Mars, où ils subirent le châtiment traditionnel de la décapitation à la hache, allongés sur le sol. D'autres firent preuve d'un zèle remarqué, notamment le jeune Catilina, à la tête d'une bande de mercenaires gaulois, qui se livra à de nombreuses exactions en Italie et dans Rome même. Sylla infligea un châtiment impitoyable aux assiégés de Préneste qui s’étaient rendus après le suicide de Marius, faisant exécuter de nombreux rescapés ayant commis des exactions dans Rome au cours des années 84 - 83 av. J.-C.

### Une dictature inédite et une réforme conservatrice
Dans les jours suivants, par l'intermédiaire de Lucius Valérius Flaccus, princeps senatus depuis 86 av. J.-C., Sylla se fait nommer, en décembre 82 av. J.-C., dictateur sans limite de temps, avec de larges pouvoirs constituants. En effet, en l'absence de consuls, les auspices revenaient dans les mains du sénat qui se devait soit d'organiser des élections consulaires, soit de nommer un dictateur pour qu'il y procédât. Tous les cinq jours, on nommait ainsi un interroi qui dirigeait les débats du sénat et devait procéder soit à la nomination d'un dictateur, soit à la désignation de candidats valables aux élections consulaires. Sylla avait cependant manigancé avec Flaccus pour qu'il proposât de le faire élire dictateur afin de restaurer la République en lui donnant de nouvelles lois. En contrepartie, Flaccus, ancien consul marianiste modéré passé par le rang de censeur et auréolé d'un certain prestige de l'ancienneté au Sénat, devait quant à lui être désigné maître de cavalerie de Sylla.
Une fois élu, Sylla entreprend les années suivantes une importante politique de réforme conservatrice, dans l'espoir de sauver la République « aristocratique ». Il procède en personne à une réforme du sénat, y ajoutant 300 nouveaux membres issus d'élites italiques récemment intégrées à l'ordre équestre, fait élire des consuls, réinstaure de manière plus stricte le déroulement du cursus honorum et transforme le tribunat de la plèbe en impasse politique. Il supprime les distributions frumentaires et installe en Italie des dizaines de milliers de vétérans installés dans des colonies romaines, après avoir affranchi près de 10 000 esclaves récupérés sur les biens des proscrits, afin de s'en faire une clientèle personnelle. De nombreux partisans de Marius sont obligés de se cacher ou de fuir, comme le jeune Jules César. Au terme de son action, Sylla abdique ses pouvoirs dictatoriaux en -81, et se retire de la vie politique après un ultime consulat, en -79.

### Une situation en suspens
À la mort de Sylla, les problèmes qui ont causé les deux guerres civiles et la Guerre sociale à Rome n'ont pas été totalement résolus : si la réforme syllanienne a pour but d'éteindre le feu de la contestation des populares, le conflit n'en est pas pour autant éteint, et se poursuit jusqu'à la fin de la République. En outre, la guerre avait endommagé de nombreuses villes et entamé profondément la démographie italienne, l'économie demeurant dans un état précaire, laissant par là-même le champ ouvert à de nouvelles contestations et donc à de nouvelles figures politiques pour tenter de se frayer un chemin dans la compétition aristocratique, certes apaisée pour un temps mais désormais nourrie par le précédent syllanien, montrant qu'un chef de guerre suffisamment ambitieux pouvait réformer l'État à son image.